# Polyvinylpolypyrrolidon
Polyvinylpolypyrrolidon (PVPP, Crospovidon oder E1202) ist ein hochgradig vernetztes Homopolymer von 1-Ethenylpyrrolidin-2-on (N-Vinyl-2-pyrrolidon). Es ist wasserunlöslich und unterscheidet sich dadurch von der linearen Form, dem Polyvinylpyrrolidon. Bei Kontakt mit Wasser quillt PVPP stark auf. Es wirkt komplexierend und adsorbierend. Diese Eigenschaften machen es nützlich für eine Reihe von Verwendungen im lebensmitteltechnologischen und pharmazeutisch-technologischen Bereich.

## Synthese

Das Monomer N-Vinylpyrrolidon

Die Herstellung von unlöslichem Polyvinylpyrrolidon erfolgt mittels Popcorn-Polymerisation aus N-Vinyl-2-pyrrolidon in einem Lösemittel, wobei ein hochgradig vernetztes Polymer entsteht. Es wird von einem radikalischen Polymerisationsmechanismus ausgegangen, wobei jedoch keine freie Radikale liefernde Starter zugesetzt werden müssen. Die Vernetzung wird vielmehr dadurch erreicht, dass entweder eine kleine Menge eines bifunktionellen Divinyl-Monomers zugesetzt wird oder dass die Reaktionsbedingungen so gewählt werden (Gegenwart eines Alkalihydroxids, Temperaturen über 100 °C), dass bifunktionelle Strukturen in situ entstehen [1-Vinyl-2-ethylidenpyrrolidon, Ethylen-bis-3-(N-vinylpyrrolidon)], welche die Polymerisation initiieren. Sie sind nach abgeschlossener Polymerisation im Produkt nicht mehr nachweisbar.
Bei einer durch einen freie Radikale liefernden Starter wie etwa AIBN initiierte Polymerisation fällt die Vernetzung deutlich niedriger aus. Die Copolymerisation von N-Vinylpyrrolidon mit vernetzend wirkenden mehrfach ungesättigten Verbindungen liefert niedrig vernetzte Copolymere.
Synthesen von PVPP ausgehend von linearem Polyvinylpyrrolidon sind in der Literatur erwähnt. Solchermaßen erzeugtes PVPP hat ebenfalls einen niedrigen Vernetzungsgrad. Man erhält es beispielsweise durch Gammabestrahlung von linearem PVP, durch Behandlung mit Persulfat, durch Behandlung mit Hydrazin und Wasserstoffperoxid oder mit α,ω-Diolefinen in Gegenwart von Peroxiden.

## Verwendung

### Pharmazie
In der Arzneimittelherstellung findet unlösliches Polyvinylpyrrolidon wegen seines Quellvermögens Verwendung als Sprengmittel (Zerfallsmittel) für Tabletten und besitzt darüber hinaus gute Bindungseigenschaften. Die Tabletten weisen dadurch eine hohe Abriebfestigkeit auf und zerfallen bei Wasserkontakt rasch und vollständig ohne Schleimbildung.
Eine weitere Verwendung ist der Einsatz zur Löslichkeitsverbesserung schwerlöslicher Wirkstoffe sowie die Stabilisierung von Suspensionen, z. B. von Antibiotika- und Antazidapräparaten.

### Lebensmittelindustrie
Als Lebensmittelzusatzstoff (E 1202) ist PVPP in der EU ausschließlich für Nahrungsergänzungsmittel in Tabletten- oder Drageeform zugelassen. Ferner wird PVPP als technischer Hilfsstoff in der Getränkeindustrie verwendet. Als Stabilisierungsmittel bindet es unerwünschte Gerbstoffe und Polyphenole in Wein, Bier und Säften, welche anschließend mit ihm abgefiltert werden.
Seit der Neufassung des Biersteuergesetz im Jahre 1993 ist diese Schönung des Bieres zulässig und erfüllt das sogenannte Reinheitsgebot.

### Medizin
Wegen der adsorptiven Eigenschaften ist vernetztes PVP auch als Mittel gegen Durchfall einsetzbar (Handelspräparate beispielsweise Bolinan (F), Poly-Karaya (F)).

## Eigenschaften
Vernetztes PVP ist praktisch unlöslich in Wasser, Dichlormethan und Ethanol 96 %. Beim Kontakt mit Wasser quillt die Substanz stark an. Vernetztes PVP unterscheidet sich im IR-Spektrum nicht von der linearen Form, weswegen angenommen wird, dass die Vernetzung hauptsächlich physikalisch besteht. Röntgenstrukturanalysen gaben keine Hinweise auf kristalline Strukturen. Die hohe Vernetzungsdichte wird auf eine starke Verknäuelung der polymeren Strukturen zurückgeführt.
Pharmazeutische Qualitäten von vernetztem PVP liegen als Pulver oder Blättchen vor, die weiß bis gelblich-weiß und hygroskopisch sind. Der Anteil an wasserlöslichen Substanzen im Produkt darf maximal 1,5 % betragen. Das Arzneibuch führt für gepulvertes PVPP je nach Feinheitsgrad zwei Typen an: Typ A (nicht zerkleinert, Partikelgröße ca. 50–300 µm) und Typ B (mikronisiert). Für die Verwendung als Tablettensprengmittel sind die Wasserbindekapazität (entspricht dem Verhältnis der Masse des gequollenen Pulvers zur Anfangsmasse der trockenen Pulverprobe und liegt üblicherweise zwischen 3 und 9), das Fließverhalten des Pulvers und die laserdiffraktometrisch ermittelte Partikelgrößenverteilung von Bedeutung. Für die Verwendung von vernetztem PVP als Suspensionstabilisator ist das Sedimentationsvolumen ein Qualitätsmerkmal, das über 24 Stunden an einer Probensuspension im 100-ml-Meßzylinder ermittelt wird.